# Chiesa di San Biagio (Ville d'Anaunia)
La chiesa di San Biagio è la parrocchiale a Nanno, frazione di Ville d'Anaunia, in Trentino. Fa parte della zona pastorale delle Valli del Noce e risale forse al XII secolo.

## Storia

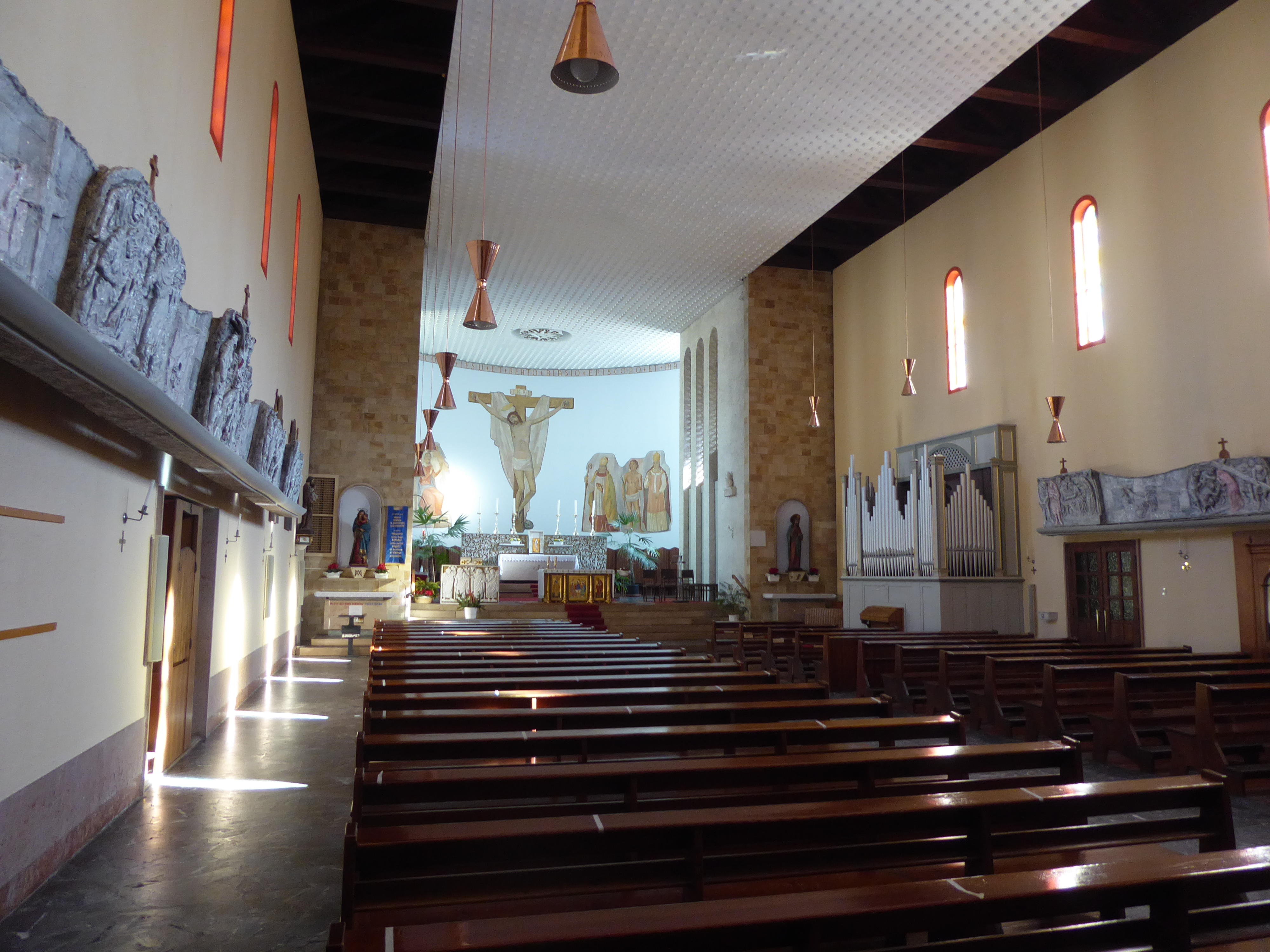
Interno

Una lapide nel presbiterio potrebbe far pensare ad una datazione precisa per la costruzione dell'edificio religioso ma la prima citazione ufficiale certa risale al 1281.
Divenne cappellania nel 1442 e nel 1448 fu chiesa primissaria curata.
Il campanile è della prima metà del XVI secolo, e pochi anni dopo l'edificio venne quasi completamente ricostruito. Nel 1572 ottenne il fonte battesimale e ultimati i lavori alle strutture venne consacrato con cerimonia solenne. Prima del 1700 la chiesa venne danneggiata da un incendio quindi si dovette provvedere al rifacimento delle coperture. Col nuovo secolo ottenne la dignità di curazia, suffragaria della pieve di Tassullo.
Con il XX secolo diviene parrocchia e a partire dal 1949 iniziano importanti lavori di ristrutturazione che continuano sino al 2010. Tali lavori comportano la demolizione del precedente edificio e la sua ricostruzione, il restauro della torre campanaria originale, la ricollocazione nel nuovo edificio di alcuni reperti che erano stati rimossi in fase di demolizione e un consolidamento delle strutture. Anche le travi in legno furono oggetto di interventi urgenti per combattere un pericoloso attacco di xilofagi.